# Marxismo clásico
El marxismo clásico o teoría marxista clásica es el conjunto de teorías económicas, filosóficas y sociológicas expuestas por Karl Marx y Friedrich Engels en sus obras, en contraste con el marxismo ortodoxo, el marxismo-leninismo y el marxismo autónomo que surgieron tras sus muertes.
Los conceptos centrales del marxismo clásico son alienación, infraestructura y superestructura, conciencia de clase, lucha de clases, explotación, materialismo histórico, ideología, revolución; y las fuerzas, medios, modos y relaciones de producción. La praxis política (aplicación de la teoría) de Marx y su intento de organizar un cuerpo revolucionario profesional en la Primera Internacional sirvió a menudo como área de debate para los teóricos posteriores.

## Karl Marx

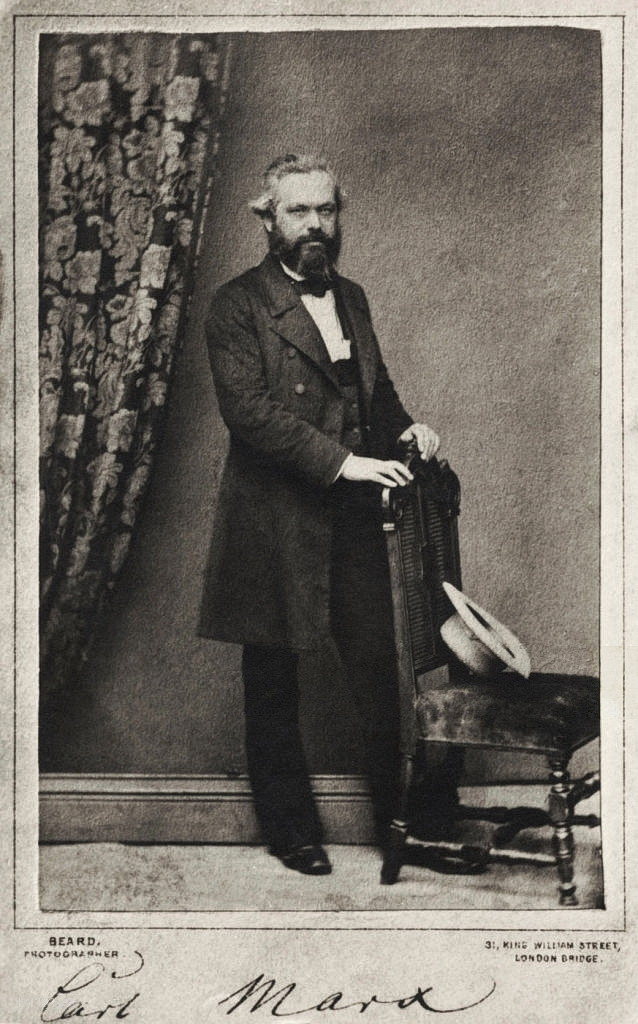
Karl Marx en 1861

Karl Marx (5 de mayo de 1818, Tréveris, Alemania – 14 de marzo de 1883, Londres) fue un filósofo, sociólogo, economista político y socialista revolucionario alemán inmensamente influyente. Marx abordó una amplia gama de temas, incluida la alienación y la explotación del trabajador, el modo de producción capitalista y el materialismo histórico, aunque es más famoso por su análisis de la historia en términos de luchas de clases, resumido en la primera línea de la introducción del Manifiesto del Partido Comunista: "La historia de todas las sociedades hasta ahora existentes es la historia de la lucha de clases". La influencia de sus ideas, que ya eran populares durante su vida, recibió un impulso adicional con la victoria de los bolcheviques rusos en la Revolución de Octubre de 1917, y hay pocas partes del mundo que no se vieron significativamente afectadas por las ideas marxistas a lo largo del siglo XX.
Como señaló Hal Draper, marxólogo estadounidense: "[E]n pocos pensadores en la historia moderna cuyo pensamiento haya sido tan tergiversado, tanto por marxistas como por antimarxistas".

### Influencias tempranas
Las primeras influencias sobre Marx a menudo se agrupan en tres categorías: filosofía alemana, economía política inglesa/escocesa y socialismo francés.

#### filosofía alemana
Las principales influencias incluyen Immanuel Kant, Georg Wilhelm Friedrich Hegel y Ludwig Feuerbach.
Marx estudió con uno de los alumnos de Hegel, Bruno Bauer, líder del círculo de jóvenes hegelianos al que Marx se adhirió. Sin embargo, en 1841 él y Engels llegaron a estar en desacuerdo con Bauer y el resto de los jóvenes hegelianos sobre el socialismo y también sobre el uso de la dialéctica de Hegel y progresivamente rompieron con el idealismo alemán y los jóvenes hegelianos. Los primeros escritos de Marx son, pues, una respuesta a Hegel, al idealismo alemán y una ruptura con el resto de los jóvenes hegelianos. Marx, "puso a Hegel patas arriba", en su propia visión de su papel al convertir la dialéctica idealista en materialista, al proponer que las circunstancias materiales dan forma a las ideas y no al revés. En esto, Marx estaba siguiendo el ejemplo de Feuerbach. Su teoría de la alienación, desarrollada en los Manuscritos Económicos y Filosóficos de 1844 (publicados en 1932), se inspiró en la crítica de Feuerbach a la alienación del Hombre en Dios a través de la objetivación de todas sus características inherentes (así el hombre proyecta en Dios todas las cualidades que son de hecho, cualidad propia del hombre que define la "naturaleza humana"). Pero Marx también criticó a Feuerbach por no ser suficientemente materialista.

#### Economía política inglesa y escocesa
Las principales influencias incluyen Adam Smith y David Ricardo.
Marx se basó en los economistas políticos más conocidos de su época, los economistas políticos clásicos británicos, y los criticó.
Marx criticó a Smith y Ricardo por no darse cuenta de que sus conceptos económicos reflejaban instituciones específicamente capitalistas, no propiedades naturales innatas de la sociedad humana, y no podían aplicarse sin cambios a todas las sociedades. Propuso una correlación sistemática entre los valores laborales y los precios monetarios. Afirmó que la fuente de ganancias bajo el capitalismo es el valor agregado por los trabajadores no pagado en salarios. Este mecanismo operaba mediante la distinción entre "fuerza de trabajo", que los trabajadores intercambiaban libremente por sus salarios; y "trabajo", sobre el cual los capitalistas poseedores de activos obtuvieron así control. Esta distinción práctica y teórica fue la idea principal de Marx y le permitió desarrollar el concepto de "plusvalía", que distinguió sus obras de las de Smith y Ricardo.

#### Socialismo francés
Las principales influencias incluyen a Jean-Jacques Rousseau, Charles Fourier, Henri de Saint-Simon, Pierre-Joseph Proudhon y Louis Blanc.
Rousseau fue uno de los primeros escritores modernos en atacar seriamente la institución de la propiedad privada y a veces se le considera un antepasado del socialismo y el comunismo modernos, aunque Marx rara vez menciona a Rousseau en sus escritos.
En 1833, Francia atravesaba una serie de problemas sociales derivados de la Revolución Industrial. Pensadores de la izquierda política desarrollaron una serie de amplios planes de reforma. Entre los más grandiosos estaban los planes de Charles Fourier y los seguidores de Saint-Simon. Fourier quería sustituir las ciudades modernas por comunidades utópicas, mientras que los saintsimonianos abogaban por dirigir la economía manipulando el crédito. Aunque estos programas no tuvieron mucho apoyo, sí ampliaron la imaginación política y social de Marx.
Louis Blanc es quizás mejor conocido por haber originado el principio social, adoptado más tarde por Marx, de cómo se deben distribuir el trabajo y los ingresos: "De cada uno según sus capacidades, a cada uno según sus necesidades".
Pierre-Joseph Proudhon participó en la Revolución Francesa de 1848 y en la composición de lo que denominó "la primera proclamación republicana" de la nueva república, pero tenía dudas sobre el nuevo gobierno porque buscaba reformas políticas a expensas de la sociedad. reforma económica, que Proudhon consideraba básica. Proudhon publicó su propia perspectiva de reforma, Solution du problème social, en la que expuso un programa de cooperación financiera mutua entre los trabajadores. Creía que esto transferiría el control de las relaciones económicas de los capitalistas y financieros a los trabajadores. Era el libro de Proudhon ¿Qué es la propiedad? eso convenció al joven Karl Marx de que la propiedad privada debería ser abolida.

#### Otras influencias sobre Marx
Las principales influencias incluyen a Friedrich Engels, el materialismo griego antiguo, Giambattista Vico y Lewis H. Morgan.
La revisión del hegelianismo por parte de Marx también estuvo influenciada por el libro de Engels La situación de la clase obrera en Inglaterra en 1844, que llevó a Marx a concebir la dialéctica histórica en términos de conflicto de clases y a ver a la clase trabajadora moderna como la fuerza revolucionaria más progresista.
Marx fue influenciado por el materialismo antiguo, especialmente Epicuro (a quien Marx dedicó su tesis, La diferencia entre la filosofía de la naturaleza demócrita y epicúrea, 1841) por su materialismo y teoría del clinamen que abrió un reino de libertad.
Giambattista Vico propuso una teoría cíclica de la historia, según la cual las sociedades humanas progresan a través de una serie de etapas desde la barbarie a la civilización y luego regresan a la barbarie. En la primera etapa —llamada Era de los Dioses— emergen la religión, la familia y otras instituciones básicas; en la siguiente Era de los Héroes, la gente común es sometida por una clase dominante de nobles; en la etapa final, la Era de los Hombres, el pueblo se rebela y logra la igualdad, pero en el proceso la sociedad comienza a desintegrarse. La influencia de Vico sobre Marx es obvia.
Marx se basó en Lewis H. Morgan y su teoría de la evolución social. Escribió una colección de cuadernos a partir de sus lecturas de Lewis Morgan, pero se consideran bastante oscuros y sólo están disponibles en ediciones académicas. (Sin embargo, Engels está mucho más influenciado por Morgan que por Marx).

## Friedrich Engels

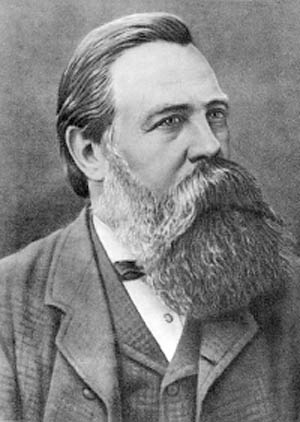
Friedrich Engels fue cofundador y defensor del marxismo.

Friedrich Engels (28 de noviembre de 1820, Wuppertal, Prusia – 5 de agosto de 1895, Londres) fue un filósofo político alemán del siglo XIX. Desarrolló la teoría comunista junto con su colaborador más conocido, Karl Marx.
En 1842, su padre envió al joven Engels a Inglaterra para ayudar a administrar su fábrica de algodón en Manchester. Conmocionado por la pobreza generalizada, Engels comenzó a escribir un relato que publicó en 1845 como La situación de la clase obrera en Inglaterra en 1844 ().
En julio de 1845, Engels viajó a Inglaterra, donde conoció a una mujer irlandesa de clase trabajadora llamada Mary Burns (Crosby), con quien vivió hasta su muerte en 1863 (Carver 2003:19). Más tarde, Engels vivió con su hermana Lizzie y se casó con ella el día antes de su muerte en 1877 (Carver 2003:42). Es posible que estas mujeres le hayan introducido en el movimiento cartista, de cuyos líderes conoció a varios, incluido George Harney.
Engels participó activamente en la Revolución de 1848, interviniendo en el levantamiento de Elberfeld. Engels luchó en la campaña de Baden contra los prusianos (junio/julio de 1849) como ayudante de campo de August Willich, quien comandó un Cuerpo Libre en el levantamiento de Baden-Palatinado.

### Marx y Engels
Marx y Engels se conocieron personalmente por primera vez en septiembre de 1844. Descubrieron que tenían puntos de vista similares sobre la filosofía y el capitalismo y decidieron trabajar juntos, produciendo varias obras, entre ellas Die heilige Familie (La Sagrada Familia). Después de que las autoridades francesas deportaran a Marx de Francia en enero de 1845, Engels y Marx decidieron trasladarse a Bélgica, que entonces permitía una mayor libertad de expresión que otros países de Europa. Engels y Marx regresaron a Bruselas en enero de 1846, donde crearon el Comité Comunista por Correspondencia.
En 1847, Engels y Marx comenzaron a escribir juntos un folleto, basado en Los principios del comunismo de Engels. Completaron el folleto de 12.000 palabras en seis semanas, lo escribieron de tal manera que hiciera comprensible el comunismo para una amplia audiencia y lo publicaron como El Manifiesto Comunista en febrero de 1848. En marzo, Bélgica expulsó tanto a Engels como a Marx. Se trasladaron a Colonia, donde comenzaron a publicar un periódico radical, el Neue Rheinische Zeitung. En 1849, tanto Engels como Marx tuvieron que abandonar Alemania y trasladarse a Londres. Las autoridades prusianas presionaron al gobierno británico para que expulsara a los dos hombres, pero el primer ministro Lord John Russell se negó. Con sólo el dinero que Engels pudo recaudar, la familia Marx vivía en la pobreza extrema. Las contribuciones de Marx y Engels a la formación de la teoría marxista han sido descritas como inseparables.

## Ideas principales
Las principales ideas de Marx incluyeron:
- Alienación: Marx se refiere a la alienación de las personas respecto de aspectos de su "naturaleza humana" (Gattungswesen, que suele traducirse como "ser genérico"). Creía que la alienación es un resultado sistemático del capitalismo. En el capitalismo, los frutos de la producción pertenecen a los empleadores, quienes expropian el excedente creado por otros y, al hacerlo, generan trabajo alienado. La alienación describe características objetivas de la situación de una persona en el capitalismo: no es necesario que crea o sienta que está alienada.
- Infraestructura y superestructura: Marx y Engels utilizan el concepto de “base de estructura” para explicar la idea de que el conjunto de relaciones entre las personas en lo que respecta a “la producción social de su existencia” forma la base económica, sobre la que se levanta una superestructura de instituciones políticas y jurídicas. A la base corresponde la conciencia social, que incluye las ideas religiosas, filosóficas y otras ideas fundamentales. La base condiciona tanto la superestructura como la conciencia social. Un conflicto entre el desarrollo de las fuerzas productivas materiales y las relaciones de producción provoca revoluciones sociales y el cambio resultante en la base económica conducirá tarde o temprano a la transformación de la superestructura. Para Marx, esta relación no es un proceso unidireccional, sino reflexivo, y la base determina en primera instancia la superestructura, al mismo tiempo que sigue siendo el fundamento de una forma de organización social que se transforma a su vez como elemento del proceso dialéctico general. La relación entre superestructura y base se considera dialéctica, inefable en cierto sentido, salvo en la medida en que se desarrolla en su realidad material en el proceso histórico real (que el socialismo científico pretende explicar y, en última instancia, guiar).
- Conciencia de clase: la conciencia de clase se refiere a la conciencia que posee una clase social, tanto de sí misma como del mundo social que la rodea, y a su capacidad de actuar en función de sus propios intereses racionales basándose en esta conciencia. Por lo tanto, la conciencia de clase debe alcanzarse antes de que la clase pueda llevar a cabo una revolución exitosa. Sin embargo, se han desarrollado otros métodos de acción revolucionaria, como el vanguardismo.
- Explotación: Marx se refiere a la explotación de un segmento o clase entera de la sociedad por parte de otra. La considera una característica inherente y un elemento clave del capitalismo y del libre mercado. La ganancia obtenida por el capitalista es la diferencia entre el valor del producto elaborado por el trabajador y el salario real que éste recibe; en otras palabras, el capitalismo funciona sobre la base de pagar a los trabajadores menos del valor total de su trabajo para permitir que la clase capitalista obtenga una ganancia.
- Materialismo histórico: Marx fue el primero en formularlo, aunque él nunca utilizó el término. Busca las causas de los desarrollos y cambios en las sociedades humanas en la forma en que los seres humanos colectivamente se hacen de los medios para vivir, dando así énfasis, mediante el análisis económico, a todo lo que coexiste con la base económica de la sociedad (por ejemplo, clases sociales, estructuras políticas, ideologías).
- Medios de producción: los medios de producción son el conjunto de los medios de trabajo y del objeto de trabajo que utilizan los trabajadores para fabricar productos. Los medios de trabajo incluyen máquinas, herramientas, equipos, infraestructura y "todos aquellos elementos con cuya ayuda el hombre actúa sobre el objeto de trabajo y lo transforma".[12] El objeto del trabajo incluye las materias primas y los materiales tomados directamente de la naturaleza. Los medios de producción por sí solos no producen nada; para que se produzca se necesita la fuerza de trabajo.
- Ideología: sin ofrecer una definición general de "ideología",[13] Marx ha utilizado en varias ocasiones este término para designar la producción de imágenes de la realidad social. Según Engels, “la ideología es un proceso que el llamado pensador lleva a cabo conscientemente, es cierto, pero con una falsa conciencia. Las verdaderas fuerzas motrices que lo impulsan le siguen siendo desconocidas; de lo contrario, simplemente no sería un proceso ideológico. Por eso imagina fuerzas motrices falsas o aparentes”.[14] Como la clase dominante controla los medios de producción de la sociedad, la superestructura de la sociedad, así como sus ideas dominantes, se determinarán de acuerdo con lo que sea mejor para los intereses de la clase dominante. Como Marx dijo célebremente en La ideología alemana: “las ideas de la clase dominante son en todas las épocas las ideas dominantes, es decir, la clase que es la fuerza material dominante de la sociedad es al mismo tiempo su fuerza intelectual dominante”.[15] Por lo tanto, la ideología de una sociedad es de enorme importancia ya que confunde a los grupos alienados y puede crear falsas conciencias como el fetichismo de la mercancía (percibir el trabajo como capital, una degradación de la vida humana).
- Modo de producción: el modo de producción es una combinación específica de fuerzas productivas (incluidos los medios de producción y la fuerza de trabajo, herramientas, equipos, edificios y tecnologías, materiales y tierras mejoradas) y relaciones sociales y técnicas de producción (incluidas las relaciones de propiedad, poder y control que rigen los activos productivos de la sociedad, a menudo codificadas en la ley, las relaciones de trabajo cooperativo y las formas de asociación, las relaciones entre las personas y los objetos de su trabajo y las relaciones entre las clases sociales).
- Political economy: el término "economía política" significaba originalmente el estudio de las condiciones bajo las cuales se organizaba la producción en los Estados-nación del sistema capitalista recién nacido. La economía política estudia entonces el mecanismo de la actividad humana en la organización del material y el mecanismo de distribución del excedente o déficit que es el resultado de esa actividad. La economía política estudia los medios de producción, específicamente el capital y cómo este se manifiesta en la actividad económica.

### Concepto de clase de Marx
Marx creía que la identidad de clase se configuraba en las relaciones con el modo de producción. En otras palabras, una clase es un colectivo de individuos que tienen una relación similar con los medios de producción (a diferencia de la idea más común de que la clase está determinada únicamente por la riqueza, es decir, clase alta, clase media y clase pobre).
Marx describe varias clases sociales en las sociedades capitalistas, entre ellas principalmente:
- El proletariado: "aquellos individuos que venden su fuerza de trabajo, (y por tanto añaden valor a los productos), y que, en el modo de producción capitalista, no poseen los medios de producción". Según Marx, el modo de producción capitalista establece las condiciones para que la burguesía explote al proletariado debido a que la fuerza de trabajo del trabajador genera un valor agregado mayor que su salario .
- La burguesía: aquellos que "poseen los medios de producción" y compran fuerza de trabajo al proletariado, a quienes se les recompensa con un salario, explotando así al proletariado.

La burguesía puede subdividirse a su vez en burguesía muy rica y pequeña burguesía. La pequeña burguesía es aquella que emplea mano de obra, pero también puede trabajar ellos mismos. Pueden ser pequeños propietarios, campesinos terratenientes o trabajadores comerciales. Marx predijo que la pequeña burguesía eventualmente sería destruida por la reinvención constante de los medios de producción y el resultado de esto sería el movimiento forzado de la gran mayoría de la pequeña burguesía hacia el proletariado. Marx también identificó al lumpenproletariado, un estrato de la sociedad completamente desconectado de los medios de producción.
Marx también describe a los comunistas como separados del proletariado oprimido. Los comunistas iban a ser un partido unificador entre el proletariado; eran revolucionarios educados que podían llevar al proletariado a la revolución y ayudarlos a establecer la dictadura democrática del proletariado. Según Marx, los comunistas apoyarían cualquier verdadera revolución del proletariado contra la burguesía. Así, los comunistas ayudan al proletariado a crear la inevitable sociedad sin clases.

### Teoría de la historia de Marx
La teoría marxista del materialismo histórico entiende que la sociedad está fundamentalmente determinada por las condiciones materiales de un momento dado; es decir, las relaciones que las personas establecen entre sí para satisfacer sus necesidades básicas, por ejemplo, alimentarse y vestirse a sí mismas y a sus familias. En general, Marx y Engels identificaron cinco etapas sucesivas del desarrollo de estas condiciones materiales en Europa occidental.
1. Comunismo primitivo
2. Asiático
3. Antigua sociedad esclavista
4. Feudalismo
5. Sociedad burguesa moderna